# Santa Cruz de Goiás
Santa Cruz de Goiás är en kommun i Brasilien.   Den ligger i delstaten Goiás, i den sydöstra delen av landet, 200 km söder om huvudstaden Brasília. Antalet invånare är 3 142.
Omgivningarna runt Santa Cruz de Goiás är huvudsakligen savann. Runt Santa Cruz de Goiás är det ganska glesbefolkat, med 39 invånare per kvadratkilometer.